# Nedre Låktaträsket
Nedre Låktaträsket är en sjö i Sorsele kommun i Lappland och ingår i Umeälvens huvudavrinningsområde. Sjön har en area på 0,15 kvadratkilometer och ligger 416,1 meter över havet. Sjön avvattnas av vattendraget Låktabäcken.

## Delavrinningsområde
Nedre Låktaträsket ingår i det delavrinningsområde (729203-155309) som SMHI kallar för Utloppet av Nedre Låktaträsket. Medelhöjden är 457 meter över havet och ytan är 0,56 kvadratkilometer. Räknas de 10 avrinningsområdena uppströms in blir den ackumulerade arean 61,67 kvadratkilometer. Låktabäcken som avvattnar avrinningsområdet har biflödesordning 3, vilket innebär att vattnet flödar genom totalt 3 vattendrag innan det når havet efter 356 kilometer. Avrinningsområdet består mestadels av skog (74 procent). Avrinningsområdet har 0,15 kvadratkilometer vattenytor vilket ger det en sjöprocent på 26,6 procent.